# 李薈
李薈，（1910年—2000年6月7日），原名李薈椿，別號列倫。中國廣東省梅縣鬆口盤龍村人。中華民國國軍少將。二二八事件後任台中市市長5個月。

## 家庭
李薈1910年出生。曾祖父李九香是廣東著名慈善家。父親李柏存是同盟會會員，辛亥革命爆發後勸廣東水師提督李準率部響應革命黨，受孫中山賞識，歷任道尹、文昌縣縣長。大哥李蔚曾任國軍少將。二哥李藹曾任陳誠國民革命軍第十八軍中校營長，1937年淞滬會戰時在南翔率部抗击数千日军陣亡。

## 學歷
李薈先后就读于上海暨南大学、日本陆军士官学校第二十四期骑兵科、早稻田大学政经部及东京帝国大学农经部。曾在中央訓練團、國民政府軍事委員會政工高级班受訓。

## 經歷
李薈先后任广东省党政干部训练团少校教官，中央军校第四分校中校政治主任教官，抗日戰爭第四战区司令部教导大队上校大队长，陸軍暫編第二軍上校科長，第七战区司令长官部少将督察。1942年后任中国远征军第一路司令长官部政治部少将督察，第六十二军政治部少将主任。他曾參與1932年淞滬戰爭，抗日戰爭時期他曾參與粤北会战、桂柳会战、衡陽保衛戰等。
抗日戰爭結束后，他随第六十二军接收台湾，任臺灣省行政長官公署少將参议。1947年二二八事件後，臺中市國民黨黨部指責臺中市長黃克立應變無方，擅離職守，使事態擴大，黃克立於4月4日自請辭職。臺灣省行政長官公署於4月7日派李薈代理臺中市長，上任後發表市政方針，表示遵守陳儀命令，恢復社會秩序，步驟有三：（一）首要清奸除暴，收繳匿藏武器，鼓勵公正檢舉非法行為者。（二）本省同胞須經過「再教育」，能有愛國觀念。（三）著重生產建設，解救失業問題。市府工作同志，須安心工作，不得放棄職責。同年9月3日卸任。
1948年11月任廣東省三水县县长。1950年再赴台湾，任臺灣省政府教育廳专门委员，1968年7月任省立大湖農業職業學校校长，任期內該校改制為「台灣省立大湖高級農工職業學校」（2000年改為國立），1977年2月卸任。並曾任中兴大学、台中商专、岭东商专教授。
2000年6月7日于台中市逝世。

## 外部連結
- 李薈在台中市長辦公室 （页面存档备份，存于）